# Sollentuna Fotbollsklubb
O Sollentuna United FF, ou simplesmente Sollentuna United, é um clube de futebol da Suécia fundado em 2006. Sua sede fica localizada em Sollentuna.
Em 2009 disputou a Division 2 Norra Svealand, uma das seis ligas da quarta divisão do futebol sueco, terminando na nona colocação dentre 12 clubes participantes.